# Knut (Vorname)
Knut ist ein nordgermanischer männlicher Vorname.
Er geht auf den altnordischen Namen Knútr zurück, der wohl so viel wie „Knoten“ bedeutet. Das Nominativsuffix -r schwand nach 1100 im Altostnordischen (also im Altschwedischen und Altdänischen) sowie im Altnorwegischen, erhielt sich aber im Isländischen: hier wird der Name heute Knútur geschrieben, allerdings wird er in Island deutlich seltener vergeben als in Dänemark (wo er heute mit lenisiertem Auslaut gesprochen und folglich zumeist Knud geschrieben wird), Norwegen und Schweden (wo wiederum Knut die vorherrschende Schreibung ist). Schon seit dem Mittelalter ist Knut als Taufname auch in Norddeutschland, also im niederdeutschen Sprachraum, anzutreffen. Er wurde als Nuutti auch ins Finnische entlehnt.

## Etymologie

### Herleitung aus dem Altnordischen
Herkunft und Bedeutung des Namens sind nicht zweifelsfrei geklärt; skandinavische Autoren gehen aber von jeher davon aus, dass er originär altnordisch ist und dem Substantiv knútr entspricht, das „Knoten“ bedeutet. Ursprünglich stellte er wohl einen Beinamen dar. Eine dahingehende Erklärungssage findet sich schon in der im Flateyjarbók überlieferten Version der Jómsvíkinga saga, der zufolge der (historisch nicht fassbare) Dänenkönig Gorm, genannt „der Kinderlose“, ein im Wald ausgesetztes Findelkind an Sohnes statt annahm und auf den Namen Knútr taufte, da der Kopf des Knaben mit einem über seiner Stirn zusammengeknoteten kostbaren Tuch umwickelt war – oder aber, da die Stelle, an der er aufgefunden wurde, mit einem ins Geäst geknüpften Knoten markiert war; der Textbefund ist hier unklar. Die Historizität dieser Episode ist mehr als zweifelhaft, doch könnte die darin versuchte Herleitung des Namens nach dem Urteil Erik Henrik Linds „in der Hauptsache“ wohl richtig sein.

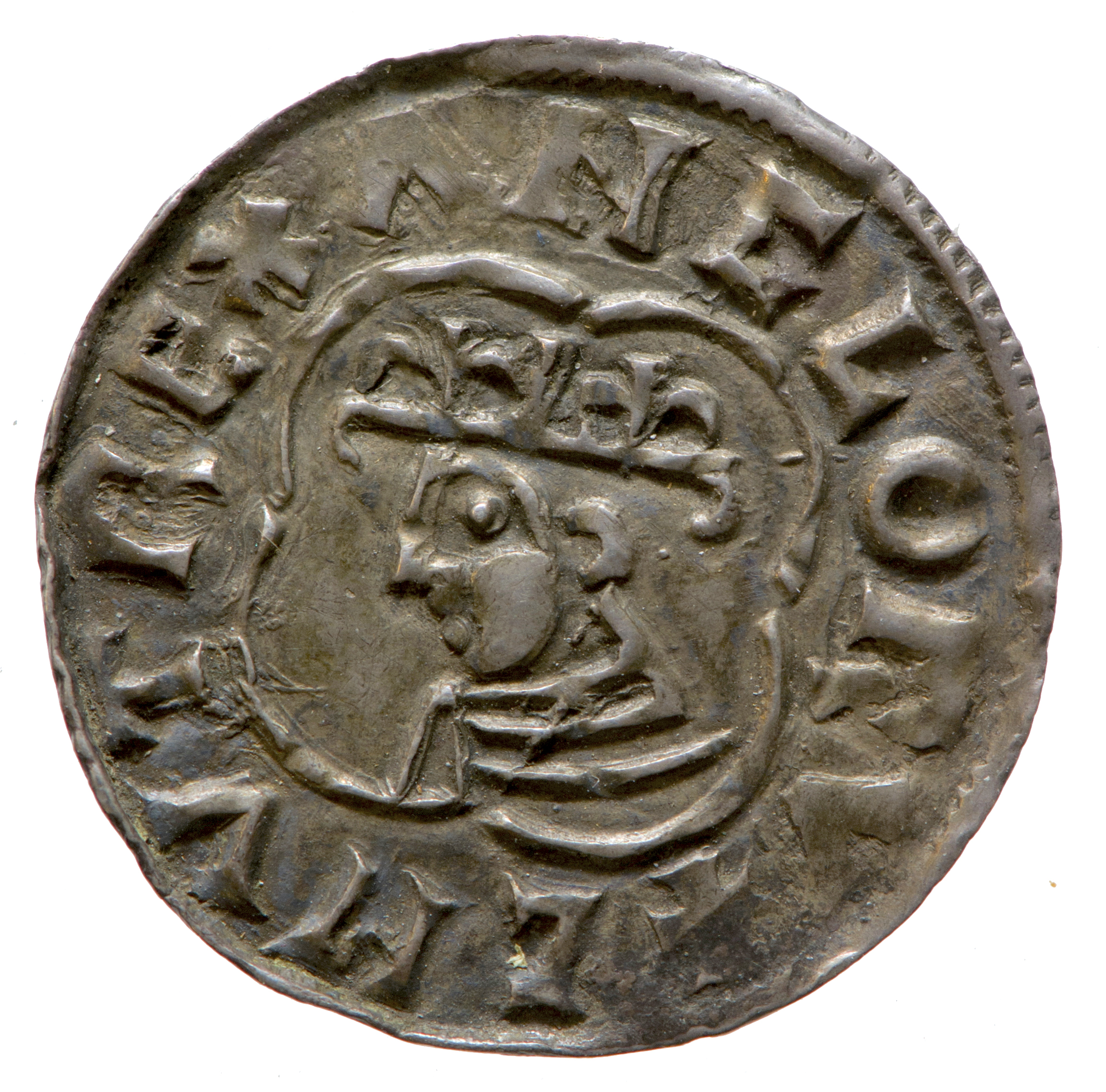
Silbermünze mit dem Konterfei Knuts des Großen und der Inschrift CNUT REX ANGLORU[M] („Knut, König der Engländer“), geprägt in England, ca. um das Jahr 1020.

Tatsächlich ist der Name Knút(r) aufs engste mit dem dänischen Königshaus Jelling verknüpft: Der von Gorm „dem Kinderlosen“ adoptierte Knut ist der Saga zufolge seinerseits der leibliche Vater von Gorm „dem Alten“, also dem ersten historisch halbwegs sicher verbürgten Herrscher über Dänemark. Er wäre somit der eigentliche Stammvater der Jellinger und wird daher in manchen Stammtafeln als Knut I. oder „Hardeknud“, altnordisch Harðaknút(r), selbst als erster König der Dänen geführt (Verwechslungsgefahr besteht hier mit dem ebenfalls Hardeknud genannten und in der Stammtafel als Knut III. (* 1018/1019; † 1042) geführten König von Dänemark). Die Herrschaft Knuts I. wird, so sie nicht vollkommen ins Reich der Legende verwiesen wird, auf das erste Drittel des 10. Jahrhunderts datiert. Für Aufsehen sorgte 2011 der Hortfund von Silverdale im nordenglischen Lancashire. In diesem Schatz, der wohl um das Jahr 900 vergraben wurde, fand sich neben zweihundert weiteren Fundstücken eine Münze mit der Aufschrift AIRDECONUT, die als Name eines bislang nicht bekannten Wikingerkönigs gedeutet und von einigen Forschern plausibel mit dem legendären „Hardeknud“ identifiziert wird.
Der bedeutendste Regent aus dem Haus Jelling Knut II. (* ca. 995; † 1035) ist der erste zweifelsfrei historisch verbürgte dänische König dieses Namens; er herrschte ab 1016 über Dänemark und fast ganz England und wird in der Geschichtsschreibung ob seiner Machtfülle gemeinhin als „Knut der Große“ bezeichnet. Im englischen Sprachraum ist er als King Canute bekannt (der epenthetische Vokal /a/ wurde wohl zuerst von normannischen, also französischsprachigen Kopisten eingefügt, denen die Konsonantenfolge /kn/ seltsam oder unaussprechlich vorkam). Die Nachfolger Knuts werden in der Geschichtsschreibung auch als „Knýtlingar“ (in etwa „Knuts Sippe“) bezeichnet, so schon in der mittelalterlichen Königschronik Ævi Danakonunga (verfasst um 1260 in Island), die daher auch als Knýtlinga saga bekannt ist.

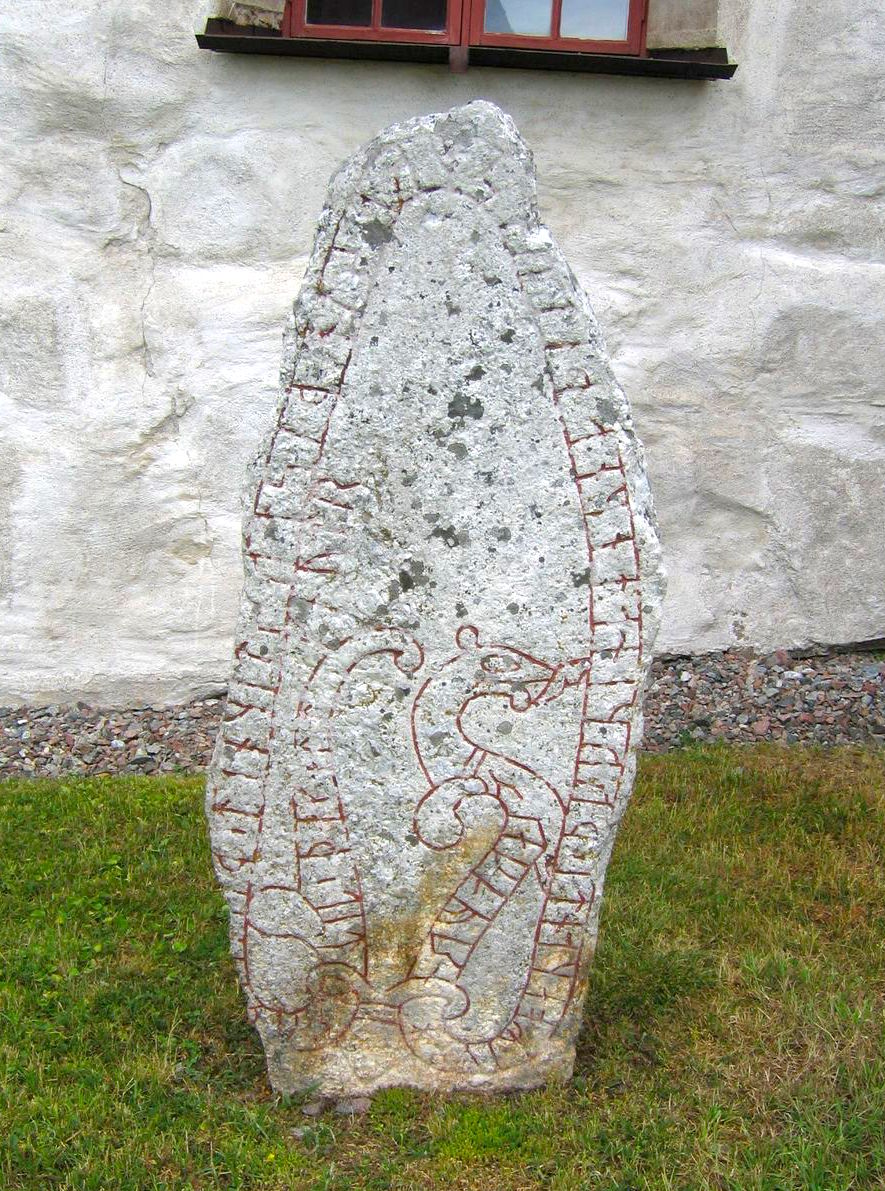
Diese auf das 11. Jahrhundert datierte Inschrift auf dem Runenstein von Yttergärde (U 344) berichtet: „Ulf hat in England drei Mal Geld eingenommen. Zuerst zahlte Toste. Dann zahlte Torkel. Dann zahlte Knut“.

Für die Annahme, dass es sich bei Knútr um einen erst in altnordischer Zeit in Dänemark geprägten Namen handelt und nicht etwa um einen aus dem urnordischen oder gar dem gemeingermanischen Namensschatz übernommenen, spricht auch der runologische Befund, denn Knútr findet sich nur in Runeninschriften im jüngeren Futhark, nicht aber im älteren Futhark, das bis etwa 700 in Gebrauch war, und zwar hauptsächlich auf Runensteinen in Dänemark, aber vergleichsweise selten in Schweden; zumindest einige Runologen glauben daher, dass alle auf schwedischen Runensteinen verbürgten Namensträger nach – also im Angedenken an – dem Dänenkönig benannt wurden und die Steine daher frühestens auf das 11. Jahrhundert zu datieren sind.
Vom Mittelalter bis zum Ende des 20. Jahrhunderts zählte Knud/Knut besonders in Dänemark und Norwegen, aber auch in Schweden, zu den häufigsten Taufnamen; erst seit etwa 1975 hat seine Beliebtheit merklich abgenommen. Im Jahr 2006 gab es in Norwegen 28.209 Träger des Namens (was knapp 1 % aller Männer entspricht), in Dänemark 21.179 (0,8 %) und in Schweden 17.517 (0,3 %).

### Herleitung aus dem Althochdeutschen
In deutschen Nachschlagewerken findet sich hingegen häufiger die Behauptung, der dänische Name sei nicht nordischen, sondern letztlich althochdeutschen Ursprungs. Demnach stelle er eine Entlehnung des althochdeutschen Vornamens Chnuz dar, der erstmals gegen 772 und mehrfach im 8. Jahrhundert bezeugt ist, und der seinerseits entweder ebenfalls als „Knoten“ gedeutet wird (dies hält etwa das Deutsche Wörterbuch für wahrscheinlich) oder aber zu mittelhochdeutsch knŭz „entschlossen, keck, kühn“ gestellt wird (so Ernst Förstemann in seinem Altdeutschen Namenbuch von 1900).
Umstritten ist in diesem Zusammenhang die Interpretation eines Belegs für den Namen Knut (in just dieser Schreibung) in einer im Jahr 824 in Oosterbeek bei Arnhem ausgestellten, auf Lateinisch verfassten Schenkungsurkunde. Johannes Steenstrup, der 1878 als erster auf diesen Fund aufmerksam machte, deutete diesen Namen nicht nur als eindeutig dänisch, sondern als Beweis dafür, dass sich im frühen 9. Jahrhundert Dänen auch in den Niederlanden ansiedelten. Gustav Storm hielt ihm indes entgegen, dass dieser überraschend frühe Beleg doch eher die Hypothese vom westgermanisch-kontinentalen Ursprung des Namens stütze: Sehr wohl könne auch ein Franke oder Friese Knut geheißen haben. Letztlich ist nicht auszuschließen, dass es sich bei altnordisch Knútr und althochdeutsch Chnuz um zwar gleichbedeutende, aber spontan, mithin unabhängig voneinander entstandene Namensprägungen handelt.

## Namenstag

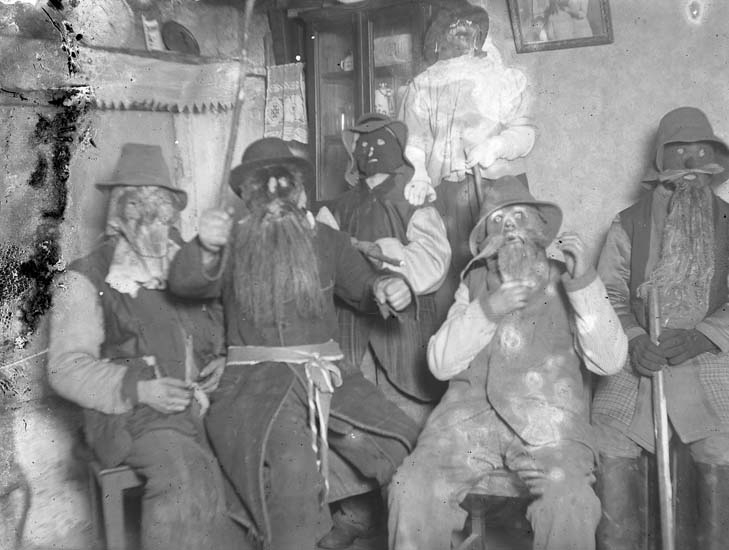
Einige Knutgubbar, 1922 fotografiert im Bohuslän.

Der „Knutstag“, der Gedenktag des Heiligen Knud Lavard, ist ursprünglich der 7. Januar, in Schweden (und somit auch in Finnland) wurde er aber gegen 1700 auf den 13. Januar verlegt. Er markiert traditionell das Ende der zwanzigtägigen Weihnachtszeit und wird daher tjugondag Knut genannt; der Volksmund weiß: Knut kör julen ut, „Knut treibt die Weihnacht aus“. Er verbindet sich mit einigen Bräuchen: Zum einen wird an diesem Tag traditionell der Weihnachtsschmuck abgehängt, zum anderen legt man seinen Nachbarn an diesem Tag eine Strohpuppe in Gestalt eines bärtigen alten Mannes vor die Haustür, einen so genannten Knutgubbe.
In Dänemark können auf den Namen Knut Getaufte gleich an zwei Tagen im Jahr Namenstag feiern: Zum einen am Knutstag, der hier nach wie vor auf den 7. Januar fällt, zum anderen am 10. Juli, dem Gedenktag des Heiligen Knut (IV.) von Dänemark.

## Namensträger

### Herrscher
- Knut I., König von Dänemark (um 934)
- Knut II. der Große, König von England (1016–1035), Dänemark (1019–1035) und Norwegen (1028–1035)
- Knut III. der Harte, auch Hardiknut genannt, König von Dänemark (1035–1042) und England (1035–1037, 1040–1042)
- Knut IV. der Heilige, König von Dänemark (1080–1086)
- Knud Lavard, Herzog von Schleswig
- Knut I., auch Knut Eriksson genannt, König von Schweden (1167–1196)
- Knut II., König von Schweden (1229–1234)

### Vorname

#### Knut
- Knut von Dänemark (1900–1976), dänischer Prinz und 1947–1953 Kronprinz
- Knut Andersen (1931–2019), norwegischer Filmemacher und Schauspieler
- Knut Aufermann (* 1972), deutscher Radiokünstler, Musiker, Komponist und Kurator
- Knut Bohwim (1931–2020), norwegischer Schauspieler, Drehbuchautor und Regisseur
- Knut Aastad Bråten (* 1976), norwegischer Politiker und Journalist
- Knut Dietrich (1936–2023), deutscher Sportpädagoge und Hochschullehrer
- Knut Ekvall (1843–1912), schwedischer Maler
- Knut Folkerts (* 1952), früherer RAF-Terrorist
- Knut Hamsun (1859–1952), norwegischer Schriftsteller
- Knut Hartwig (1891–1977), deutscher Schauspieler und Synchronsprecher
- Knut Hartwig (* 1969), deutscher Fußballspieler und Schauspieler
- Knut Hinz (* 1941), deutscher Schauspieler
- Knut Hoffmeister (* 1956), deutscher Medienkünstler
- Knut Ipsen (1935–2022), deutscher Rechtswissenschaftler
- Knut Kiesewetter (1941–2016), deutscher Musiker
- Knut Kircher (* 1969), deutscher Fußballschiedsrichter
- Knut Kleve (1926–2017), norwegischer Altphilologe und Hochschullehrer
- Knut von Kühlmann-Stumm (1916–1977), deutscher Politiker (FDP, später CDU)
- Knut Werner Lange (* 1964), deutscher Rechtswissenschaftler und Hochschullehrer
- Knut Nærum (* 1961), norwegischer Autor und Satiriker
- Knut Pani (* 1956), mexikanischer Maler und Bildhauer
- Knut Reinhardt (* 1968), deutscher Fußballspieler
- Knut Schmidt-Nielsen (1915–2007), US-amerikanischer Biologe
- Knut Steen (1924–2011), norwegischer Bildhauer
- Knut Terjung (* 1940), deutscher Journalist
- Knut Vollebæk (* 1946), norwegischer Diplomat und Politiker
- Knut Usener (* 1959), deutscher Klassischer Philologe
- Knut Wicksell (1851–1926), schwedischer Ökonom

#### Knud
- Knud Ahlborn (1888–1977), Persönlichkeit der frühen Jugendbewegung
- Knud Børge Andersen (1914–1984), dänischer Politiker
- Knud Christian Andersen (1867–1918), dänischer Zoologe
- Knud E. Andersen (1922–1997), dänischer Radrennfahrer
- Knud Bielefeld (* 1967), deutscher Hobby-Namenforscher
- Knud Hallest (1909–1991), dänischer Schauspieler
- Knud von Harbou (* 1946), deutscher Journalist
- Knud Jacobsen (1928–2019), dänisch-schweizerischer Maler, Grafiker, Zeichner, Holzschneider und Plastiker
- Knud Aage Jacobsen (1914–1987), dänischer Radrennfahrer
- Knud Enemark Jensen (1936–1960), dänischer Radrennfahrer
- Knud Jessen (1884–1971), dänischer Botaniker, Geologe und Hochschullehrer
- Knud Knudsen (1832–1915), norwegischer Fotopionier
- Knud Krakau (1934–2024), deutscher Jurist und Politikwissenschaftler, Hochschullehrer
- Knud Lange (* 1984), deutscher Ruderer, WM-Medaillengewinner
- Knud Rasmussen (1879–1933), dänischer Polarforscher
- Knud Riepen (* 1981), deutscher Schauspieler
- Knud Romer (* 1960), dänischer Schriftsteller
- Knud Wollenberger (1952–2012), dänisch-deutscher Lyriker und MfS-IM

### Künstlername
- Lord Knud (Knud Kuntze; 1944–2020), deutscher Musiker und Radiomoderator

### Sonstige
- Knut (2006–2011), weltweit bekannter Eisbär im Zoologischen Garten Berlin